# Marš na Washington 1963.
Marš na Washington za posao i slobodu ime je velikog političkog skupa koji se 28. kolovoza 1963. dogodio u Washingtonu D.C. Organizaciju su prije svih vodili A. Philip Randolph, James Bevel, Bayard Rustin i Martin Luther King mlađi. Tijekom marša, King je izrekao svoj poznati govor "I Have a Dream" pred Lincolnovim memorijalom, gdje je bilo prisutno oko 250 tisuća ljudi.
Marš je izazvao veliku zabrinutost kod administracije predsjednika Kennedyja. Vjerovalo se da će marš preći u nasilje koje bi potkopalo očekivano zakonodavstvo o građanskim pravima i nanijelo štetu međunarodnom imidžu Sjedinjenih Država. Bio je važan čimbenik u donošenju paragrafa Akta o građanskim pravima iz 1964. i Akta o glasačkim pravima iz 1965. Marš su osudili Malcolm X i Nacija Islama koji su ga prozvali "farsom na Washington".
Četvero od osam sudionika marša bili su crnci. Među govornicima našli su se i vođa SNCC-a (Studentski nenasilni odbor za koordinaciju) John Lewis, osobe istaknute u borbi za građanska prava kao što su Gordon Parks i Roy Wilkins, vođa sindikata Walter Reuther, svećenici Patrick O'Boyle, washingtonski nadbiskup koji je obavio invokaciju, rabin Uri Miller, predsjednik Američkog židovskog kongresa, episkop Iakovos, primat Grčkog pravoslavnog episkopata Sjeverne i Južne Amerike, pisac James Baldwin, filmske zvijezde Charlton Heston, Sidney Poitier, Harry Belafonte i Marlon Brando, zvijezde noćnih klubova Josephine Baker i Eartha Kitt, te glazbenici Mahalia Jackson, Marian Anderson, Joan Baez, Peter, Paul i Mary i Bob Dylan koji je pjevao nakon Kingovog slavnog govora.

## Vanjske poveznice
- Slavni govor "I have a dream" (engleski)  Arhivirana inačica izvorne stranice od 13. lipnja 2007. (Wayback Machine)
- Službeni dokument programa za Marš na Washington (engleski)  Arhivirana inačica izvorne stranice od 15. kolovoza 2011. (Wayback Machine)